# Relations entre l'Espagne et l'Union européenne
 (août 2025).
Améliorez-le ou discutez des points à vérifier. 
Les relations entre l'Espagne et l'Union européenne sont des relations verticales impliquant l'organisation supranationale et un de ses États membres.

## Historique
Jusqu'en 1975, le régime franquiste est à la tête de l'Espagne et la maintient à la porte des Communautés européennes, fondées sur des principes démocratiques et le respect des droits de l'homme. La coopération se limite aux seules questions économiques. L'Espagne dépose sa candidature le 9 février 1962 mais celle-ci est rejetée le 6 mars de la même année ; elle ne sera reçue qu'en 1977.
Le pays devient membre de l'Union européenne le 1er janvier 1986, en même temps que le Portugal.
L'adhésion aux Communautés européennes lui permet de consolider son système politique démocratique et de favoriser son développement économique. Elle a également entraîné un relèvement rapide du niveau de vie des Espagnols, grâce aux échanges commerciaux avec les autres membres ainsi qu'aux fonds de cohésion, dont elle a largement bénéficié.
Felipe González, Premier ministre espagnol de 1982 à 1996, a beaucoup œuvré pour l'ancrage de son pays dans l'Europe communautaire. Il a également joué un rôle central dans la coopération avec les pays d'Amérique latine et ceux du pourtour méditerranéen.
Lors des négociations sur le traité de Nice, José María Aznar est parvenu à obtenir pour son pays un poids renforcé au Conseil européen et l'élection en 2004 de José Luis Rodríguez Zapatero a signé le retour à un gouvernement plus favorable à l'intégration européenne et plus proche du couple franco-allemand.

## Relations politiques
Trois présidents du Parlement européen possédaient la nationalité espagnole : Enrique Barón Crespo (de 1989 à 1992), José María Gil Robles (de 1997 à 1999) et Josep Borrell (de 2004 à 2006).
De janvier à juin 2010, l'Espagne a assuré pour la quatrième fois la présidence du Conseil de l'UE. Les précédentes présidences étaient en 1989, 1995 et 2002.
Le pays compte 59 députés au Parlement européen.
Le commissaire européen espagnol est Josep Borrell, responsable de la diplomatie européenne (Haut représentant de l'Union pour les affaires étrangères et la politique de sécurité) et vice-président de la Commission européenne.

### Référénces
1. ↑  « Fiche sur l'Espagne », sur touteleurope.eu (consulté le 22 novembre 2021).
2. ↑  « Qui sont les nouveaux dirigeants de l’UE ? Josep Borrell en 3 points », sur eurocircle.fr (consulté le 22 novembre 2021).